# Хобот-Богоявленская школа имени Гришанова

Флаг школы

Хобот-Богоявленская средняя общеобразовательная школа имени Владимира Владимировича Гришанова (с. Хобот-Богоявленское Первомайского района Тамбовской области) — школа, открытая в 1843 году.

## Этапы развития
- 1843 — создана в качестве церковно-приходской школы
- 1875 — переведена в земское ведение
- 1911 — начальная школа
- 1928 — семилетняя школа
- 1958 — восьмилетняя школа
- 1980 — средняя общеобразовательная школа
- 2005 — сельский социокультурный центр МОУ «Хобот-Богоявленская средняя общеобразовательная школа имени Гришанова Владимира Владимировича».
- 2007 — На базе школы организована «Школа-лаборатория инновационного развития» по теме: «Формы и методы инновационной деятельности школы в системе модернизации образования».[2]. Школа стала местом съёмок одной из передач цикла «Жёлтый автобус» о реализации Приоритетного национального проекта «Образование», снимавшейся в Тамбовской области и показанной затем центральными российскими телеканалами[3].
- 2008 — лауреат Всероссийского конкурса «Лучшие школы России»[4]
- 2011 — Стартовала программа «Память крепнет связью поколений», в рамках которой ученики школы принимают участие в создании музея русской культуры и строительстве храма. На реализацию данной программы на областном конкурсе «Народный проект» школа получила 500 т.р.[5][6]

## Общая информация
Школа представляет собой не только образовательное учреждение, но и сельский социокультурный центр, включающий библиотеку, медицинский и физиотерапевтический кабинет, тренажёрный зал, комнату релаксации. При школе работают кружки вокального и изобразительного искусства. Целью центра также является поддержка детей-сирот и детей, лишённых поддержки родителей.
Школа принимает участие в общественной жизни. Среди местных и национальных проектов, в которых она участвует, — «Здоровье», «Растим патриотов России» (создан кадетский класс, дан старт долгосрочному проекту «Храм надежды» по возведению церкви Казанской Божьей Матери), «Экология села».